# Liste der Kulturdenkmale in Goseck
In der Liste der Kulturdenkmale in Goseck sind alle Kulturdenkmale der Gemeinde Goseck und ihrer Ortsteile aufgelistet. Grundlage ist das Denkmalverzeichnis des Landes Sachsen-Anhalt, das auf Basis des Denkmalschutzgesetzes des Landes Sachsen-Anhalt vom 21. Oktober 1991 durch das Landesamt für Denkmalpflege und Archäologie Sachsen-Anhalt erstellt und seither laufend ergänzt wurde (Stand: 31. Dezember 2023).

## Kulturdenkmale nach Ortsteilen

### Goseck
| Lage                                                                                       | Bezeichnung    | Beschreibung   | Erfassungs- nummer | Ausweisungsart               | Bild |
| ------------------------------------------------------------------------------------------ | -------------- | -------------- | ------------------ | ---------------------------- | --- |
| Gemarkung Goseck, Flur 6, FlSt 33/4 und Teil von 33/33 (Karte)                             | Schloss Goseck | Schloss        | 094 09459          | Denkmalbereich               | Weitere Bilder                                                                                            |
| Burgstraße 2, 3, 4, 6 (Karte)                                                              | Straßenzeile   |                | 094 09456          | Denkmalbereich               | BW |
| Burgstraße 44, 46, 47 Kirchweg 5(?) (Karte)                                                | Straßenzeile   |                | 094 80035          | Denkmalbereich               | BW |
| (Karte)                                                                                    | Mühle          | Schlossmühle   | 094 09941          | Baudenkmal                   | BW |
| Burgstraße 28 (Karte)                                                                      | Schule         |                | 094 09457          | Baudenkmal                   | BW |
| Burgstraße 53, 53a, 53b, 54, 55, 56 Saalehochufer zwischen Naumburg und Weißenfels (Karte) | Schloss Goseck | Schloss Goseck | 094 09460          | Baudenkmal                   | Weitere Bilder                                                                                            |
| Burgstraße (Karte)                                                                         | Kirche         | Kirche         | 094 09460 001      | Teilobjekt eines Baudenkmals | BW |
| Dechantenberg Nordöstlich der Ortslage Eulau (Karte)                                       | Weinberg       |                | 094 87032          | Baudenkmal                   | [[Vorlage:Bilderwunsch/code!/C:51.18838,11.86272!/D:Dechantenberg Nordöstlich der Ortslage Eulau,!/\|BW]] |
| Hugo-Heinemann-Straße 1 (Karte)                                                            | Pfarrhof       |                | 094 09454          | Baudenkmal                   | BW |
| Kirchgasse 4 (Karte)                                                                       | Kirche         | St. Andreas    | 094 09458          | Baudenkmal                   | Weitere Bilder                                                                                            |
| Oststraße 1, 3, 5, 7, 9, 11, 13 (Karte)                                                    | Siedlung       |                | 094 09452          | Denkmalbereich               | BW |
| Oststraße 2, 4, 6 (Karte)                                                                  | Straßenzeile   |                | 094 09453          | Denkmalbereich               | BW |
| Teichstraße 3, 6, 7, 9 (Karte)                                                             | Häusergruppe   |                | 094 80034          | Denkmalbereich               | BW |
| Teichstraße 3 (Karte)                                                                      | Bauernhof      |                | 094 09455          | Baudenkmal                   | BW |

### Markröhlitz
| Lage                                     | Bezeichnung    | Beschreibung                                                       | Erfassungs- nummer | Ausweisungsart | Bild           |
| ---------------------------------------- | -------------- | ------------------------------------------------------------------ | ------------------ | -------------- | -------------- |
| Hauptstraße (Karte)                      | Kriegerdenkmal | Kriegerdenkmal Im Jahr 2023 in das Denkmalverzeichnis eingetragen. | 094 18917          | Kleindenkmal   | BW             |
| Hauptstraße (Karte)                      | Kirche         | Kirche                                                             | 094 15359          | Baudenkmal     | Weitere Bilder |
| Hauptstraße 2 (Karte)                    | Pfarrhaus      | Pfarrhaus                                                          | 094 15357          | Baudenkmal     | Pfarrhaus      |
| Hauptstraße 2, 3, Schulstraße 14 (Karte) | Ortskern       | Ortskern Im Jahr 2023 in das Denkmalverzeichnis eingetragen.       | 094 18907          | Denkmalbereich | BW             |
| Hirschberg 1, 2, 5 (Karte)               | Häusergruppe   |                                                                    | 094 15366          | Denkmalbereich | Häusergruppe   |
| Lindenstraße 1 (Karte)                   | Bauernhof      |                                                                    | 094 15355          | Baudenkmal     | BW             |
| Neue Straße 1, 2 (Karte)                 | Rittergut      |                                                                    | 094 15364          | Baudenkmal     | Rittergut      |
| Röhlitzstraße 12 (Karte)                 | Bauernhaus     |                                                                    | 094 80010          | Baudenkmal     | BW             |
| Schulstraße 1 (Karte)                    | Bauernhof      | Bauernhof                                                          | 094 15356          | Baudenkmal     | BW             |

## Ehemalige Denkmale
Die nachfolgenden Objekte waren ursprünglich ebenfalls denkmalgeschützt oder wurden in der Literatur als Kulturdenkmale geführt. Die Denkmale bestehen heute jedoch nicht mehr, ihre Unterschutzstellung wurde aufgehoben oder sie werden nicht mehr als Denkmale betrachtet.

### Markröhlitz
| Lage                                                                           | Bezeichnung | Beschreibung | Erfassungs- nummer | Ausweisungsart | Bild |
| ------------------------------------------------------------------------------ | ----------- | --- | ------------------ | -------------- | ---- |
| Hauptstraße, Röhlitzstraße 1, 2, 3, 4, 5, 6, 7, 8, 8A, 10, 11, 11A, 12 (Karte) | Straßenzug  | Straßenzug Nach Baumaßnahmen trat ein Verlust der Denkmaleigenschaft ein. 2023 erfolgte die Streichung aus dem Denkmalverzeichnis. | 094 15361          | Denkmalbereich | BW   |

## Legende
In den Spalten befinden sich folgende Informationen:
- Lage: Nennt den Straßennamen und wenn vorhanden die Hausnummer des Kulturdenkmals. Die Grundsortierung der Liste erfolgt nach dieser Adresse. Der Link „Karte“ führt zu verschiedenen Kartendarstellungen und nennt die geographischen Koordinaten.
Link zu einem Kartenansichtstool, um Koordinaten zu setzen. In der Kartenansicht sind Baudenkmale ohne Koordinaten mit einem roten bzw. orangen Marker dargestellt und können in der Karte gesetzt werden. Baudenkmale ohne Bild sind mit einem blauen bzw. roten Marker gekennzeichnet, Baudenkmale mit Bild mit einem grünen bzw. orangen Marker.
- Offizielle Bezeichnung: Nennt den Namen, die Bezeichnung oder zumindest die Art des Kulturdenkmals und verlinkt, soweit vorhanden, auf den Artikel zum Objekt.
- Beschreibung: Nennt bauliche und geschichtliche Einzelheiten des Kulturdenkmals, vorzugsweise die Denkmaleigenschaften.
- Erfassungsnummer: Für jedes Kulturdenkmal wird in Sachsen-Anhalt eine 20stellige Erfassungsnummer vergeben. Die letzten zwölf Ziffern werden für die Untergliederung nach Teilobjekten genutzt und werden nur angegeben, soweit vergeben. In dieser Spalte kann sich folgendes Icon  befinden, dies führt zu Angaben zu diesem Baudenkmal bei Wikidata.
- Ausweisungsart: Die Einordnung des Denkmales nach § 2 Abs. 2 DenkmSchG LSA
- Bild: Ein Bild des Denkmales, und gegebenenfalls einen Link zu weiteren Fotos des Kulturdenkmals im Medienarchiv Wikimedia Commons. Wenn man auf das Kamerasymbol klickt, können Fotos zu Kulturdenkmalen aus dieser Liste hochgeladen werden: